# Тревор Льюїс
Тревор Льюїс (англ. Trevor Lewis; 8 січня 1987, м. Солт-Лейк-Сіті, США) — американський хокеїст, центральний нападник. Виступає за «Калгарі Флеймс» у Національній хокейній лізі.
Виступав за «Оуен-Саунд Аттак» (ОХЛ), «Манчестер Монаркс» (АХЛ), «Лос-Анджелес Кінгс», «Юта Гріззліз» (ECHL), «Калгарі Флеймс» (ECHL).
Станом на 7 березня 2023 року в чемпіонатах НХЛ — 874 матчі (89+116), у турнірах Кубка Стенлі — 99 матчів (13+15).
У складі національної збірної США учасник чемпіонату світу 2015 (8 матчів, 2+6). У складі молодіжної збірної США учасник чемпіонату світу 2007.
Досягнення
- Бронзовий призер чемпіонату світу (2015)
- Володар Кубка Стенлі (2012, 2014)
- Бронзовий призер молодіжного чемпіонату світу (2007).